# Manuel Reina Rodríguez
Manuel Reina Rodríguez, més conegut com a Manolo Reina (Villanueva del Trabuco, 1 d'abril de 1985) és un futbolista andalús, que ocupa la posició de porter.

## Carrera
Sorgeix al planter del Màlaga CF. Amb el Málaga B juga a Segona Divisió. A la campanya 05/06 debuta amb el primer equip a la màxima categoria, en un partit contra el València CF (0-0).
L'any següent fitxa pel Llevant UE, que l'incorpora al seu equip B, fins que el 2008 puja al primer equip en substitució de Marco Storari, que havia marxat; en vuit partits, va concedir 18 gols. La temporada 08/09 disputa 25 partits amb els valencians a la categoria d'argent.
L'estiu de 2011 fitxa pel FC Cartagena de segona divisió. Després de baixar de categoria, marxa a l'estranger per primer cop en la seva carrera, i fitxa per l'AEP Paphos FC de la primera divisió xipriota.
El 30 de gener de 2013, signa contracte amb l'Atromitos FC de la superlliga grega de futbol com a substitut de Charles Itandje, que havia marxat al PAOK FC. Va ser principalment suplent de Velimir Radman, i va acabar marxant al juny després de no haver jugat cap partit.
El 2 de juliol de 2013, Reina va fitxar pel Gimnàstic de Tarragona de Segona Divisió B. Va ser titular indiscutible durant els seus quatre anys a l'equip, assolint una promoció a segona divisió en la seva segona temporada.
Reina es va desvincular del club el 6 de juliol de 2017, i va signar pel RCD Mallorca 13 dies després.